# Iman bint Husajn
Iman bint Husajn (ur. 24 kwietnia 1983 w Ammanie) – jordańska księżniczka z dynastii Haszymidów.
Urodziła się jako córka króla Jordanii Husajna I i jego czwartej żony królowej Noor. Jej przyrodnim bratem jest obecnie panujący król Abdullah II. Studiowała na American University w Waszyngtonie. Uczęszczała do Royal Military Academy Sandhurst, po ukończeniu której odbyła służbę wojskową w armii jordańskiej. Awansowała do stopnia podporucznika.